# Waldemar Kleinschmidt
Waldemar Kleinschmidt (ur. 25 lipca 1941 w Karolewie) – niemiecki polityk, burmistrz Chociebuża (1989–2002), członek CDU.

## Życiorys
W młodości pracował jako ślusarz. W latach 1962–1965 odbył studia z inżynierii mechanicznej na Uniwersytecie Technicznym w Dreźnie. Od 1965 był dyrektorem technicznym w VEB Maschinen- und Transportanlagenbau Falkenberg / Elster. Od 1967 był członkiem CDU. W latach 1977–1979 studiował politologię na Niemieckiej Akademii Państwa i Prawa w Poczdamie.
W latach 1979–1980 był pracownikiem Wydział Finansów Rady Miasta Chociebuż, następnie w latach 1980–1989 zastępcą Przewodniczącego Rady Okręgu Chociebuż ds. Finansów i Cen. 13 grudnia 1989 objął stanowisko burmistrza Chociebuża, które piastował do 2002.

## Wyróżnienia
- Honorowy Obywatel Zielonej Góry (2002),
- Honorowy Obywatel Chociebuża (2011),
- Nagroda Steina Hardenberga (2011) przyznana przez Verbandes der kommunalen Wahlbeamten[3],
- Honorowy prezes Związku Miast i Gmin Brandenburgii,
- Honorowy członek Prezydium Niemieckiego Związku Miast oraz Niemieckiego Związku Miast i Gmin[1].